# Herman della Faille d'Huysse
Herman Werner Hippolyte Marie Joseph Ghislain della Faille d'Huysse (Gent, 1 november 1846 - Deurle, 1 november 1922) was een Belgisch senator en burgemeester.

## Biografie

### Familie
Baron Herman della Faille d'Huysse was een telg uit de familie della Faille. Hij was een kleinzoon van baron François della Faille d'Huysse, kamerheer van koning Willem I, lid van de Tweede Kamer, burgemeester en senator, en een van de vier zoons van baron Gustave della Faille d'Huysse, gemeenteraadslid van Deurle, en barones Léonie de Loën d'Enschedé. Zijn vader had, net als zijn broers in 1843 uitbreiding van de baronstitel verkregen voor alle nakomelingen. Hij was een neef van de parlementsleden Adolphe della Faille d'Huysse en Hippolyte della Faille d'Huysse.
Hij trouwde in 1903 in Bottelare met Gabrielle Stas de Richelle (1863-1926), dochter van Victor Stas de Richelle (1836-1886), burgemeester van Bottelare, en kleindochter van Bernard Stas de Richelle. Het huwelijk bleef kinderloos.

### Loopbaan
Gepromoveerd tot doctor in de rechten vestigde della Faille d'Huysse zich als advocaat in Gent. Hij was provincieraadslid van Oost-Vlaanderen van 1886 tot 1898.
In 1888 werd hij burgemeester van Deurle.
Hij werd verkozen tot senator voor het arrondissement Gent in 1898 en zetelde tot in 1900. In 1902 werd hij provinciaal senator en vervulde dit mandaat tot aan zijn dood.